# Красная Поляна (Харьковская область)
Кра́сная Поля́на (укр. Красна Поляна), село (до 2009 г. — посёлок),
Змиёвская городская община,
Чугуевский район,
Харьковская область.
Код КОАТУУ — 6321781006. Население по переписи 2001 года составляет 426 (192/234 м/ж) человек.

## Географическое положение
Село Красная Поляна находится на правом берегу реки Уды, выше по течению на расстоянии в 1 км расположено село Водяное, ниже по течению в 3-х км — село Заудье (Чугуевский район), на противоположном берегу — сёла Шубино (Харьковский район) и Кирсаново (Харьковский район).
К селу примыкает большой лесной массив (дуб).
Рядом с селом много садовых участков.

## История
- 1647 — дата первого письменного упоминания.
- В 19 веке село называлось Красная Полянка.[2]
- В 1940 году, перед ВОВ, в Красной Поляне было 156 дворов и Краснополянский сельсовет.[7]
- В конце октября 1941 года село было оккупировано вермахтом, 10 февраля 1943 года освобождено, на рассвете 12 февраля года оккупировано,[8] 12 февраля освобождено, 13-14 февраля оккупировано,[8] 15 февраля освобождено; в середине марта 1943 опять оккупировано, в начале сентября 1943 окончательно освобождено.[9]
- На рассвете 12 февраля 1943 года Красная Поляна была захвачена боевой группой штурмбаннфюрера СС Йоахима Пайпера (2-го танкогренадерского полка танковой дивизии «Лейбштандарт СС») с целью деблокирования 320-й пехотной дивизии вермахта, попавшей в окружение.[9] 13-14 февраля 1943 года при своём наступлении и отступлении немцы за один день сожгли более ста жилых домов села Красная Поляна из существовавших тогда 150-ти.
- В 1993 году в селе действовали лесничество, школа, отделение совхоза "Третий Решающий".[10]
- В 2009 году в связи с депопуляцией посёлок потерял свой статус и официально стал селом.[5]

## Экономика
- Молочно-товарная ферма.

## Объекты социальной сферы
- Школа.

## Достопримечательности
- Братская могила советских воинов.

## Известные жители
- Синякова-Уречина, Мария Михайловна (1890—1984) — русская художница, «Председатель земного шара».

## Экология
- Рядом с селом проходит ЛЭП 330 кВ.